# Президентские выборы в Буркина-Фасо (2010)
Президентские выборы состоялись в Буркина-Фасо 21 ноября 2010 года. Действующий президент Блез Компаоре переизбран на четвёртый срок в первом туре, получив более 80 % голосов избирателей. Проведение выборов и подсчет голосов сопровождались многочисленными сообщениями о нарушениях и фальсификациях.

## Кандидаты
Для участия в выборах было зарегистрировано 7 кандидатов, 3 из которых принимали участие в предыдущих президентских выборах, состоявшихся в 2005 году.
Действующий президент Блез Компаоре был выдвинут партией Конгресс за демократию и прогресс, также его кандидатуру поддержала партия «Альянс за демократию и федерацию — Африканское демократическое собрание».
Беневенде С. Санкара, также участвовавший в кампании 2005 года, был выдвинут партией «Союз для возрождения/Санкаристское движение».
Парги Эмиль Паре, занявший на выборах 2005 года десятое место, был выдвинут кандидатом от партии «Народное движение за социализм — Федеральная партия».
Бывший армейский офицер Букари Каборе был выдвинут от партии «Пан-Африканский санкаристский союз / Прогрессивное движение» при поддержке Национального совета за возрожденное санкаристское движение.
Бывший министр иностранных дел Хама Арба Диалло был выдвинут Партией за демократию и социализм, а также получил поддержку Партии африканской независимости, Фронта социальных сил, «Фасо Метба», Гражданской лиги строителей, Союза за демократию и социальный прогресс и Союза прогрессивных сил.
Гидрогеолог Уампусога Франсуа Каборе был выдвинут «Партией за демократию и прогресс / Социалистической партией».
Максим Каборе был выдвинут от Независимой партии Буркина.

## Предвыборная кампания
Для участия в выборах было зарегистрировано менее половины из 7 млн взрослых жителей страны. Оппоцизия, бойкотировавшая выборы 1991 и 1998 годов, вновь оказалась разделена и не смогла выдвинуть харизматичного лидера.
Президент Блез Компаоре анонсировал ряд политических реформ, в том числе создание Сената — верхней палаты Парламента в дополнение к уже существующей Национальной ассамблее. Президентская партия Конгресс за демократию и прогресс за несколько месяцев до выборов предложила отменить ограничение на количество президентских сроков для одного человека (в 2000 году в конституцию страны уже были внесены поправки, сокращавшие президентский срок с 7 до 5 лет, в результате чего Компаоре смог избираться еще дважды).

## Результаты
|                            | Кандидат                    | Партия                                                      | Результат | Результат |
| Голоса                     | Кандидат                    | Партия                                                      | %         |           |
| -------------------------- | --------------------------- | ----------------------------------------------------------- | --------- | --------- |
|                            | Блез Компаоре               | Конгресс за демократию и прогресс                           | 1 358 941 | 80,21     |
|                            | Хама Диалло                 | Партия за демократию и социализм                            | 138 666   | 8,18      |
|                            | Беневенде Станислас Санкара | Союз для возрождения/Санкаристское движение                 | 107 377   | 6,34      |
|                            | Букари Каборе               | Пан-Африканский санкаристский союз / Прогрессивное движение | 39 029    | 2,30      |
|                            | Максим Каборе               | Независимая партия Буркина                                  | 24 888    | 1,47      |
|                            | Парги Эмиль Паре            | Народное движение за социализм — Федеральная партия         | 14 461    | 0,85      |
|                            | Уампусога Франсуа Каборе    | Партия за демократию и прогресс / Социалистической партия   | 10 909    | 0,64      |
| Всего голосов              | Всего голосов               | Всего голосов                                               | 1 694 271 | 100,00    |
| Недействительные бюллетени | Недействительные бюллетени  | Недействительные бюллетени                                  | 84 422    | 4,75      |
| Всего бюллетеней           | Всего бюллетеней            | Всего бюллетеней                                            | 1 778 693 | 100,00    |
| Избиратели / Явка          | Избиратели / Явка           | Избиратели / Явка                                           | 3 239 777 | 54,90     |
| Источник: Psephos          |                             |                                                             |           |           |